# Dios en el banquillo
Dios en el banquillo es una colección de ensayos teológicos del escritor británico C. S. Lewis publicada en 1970.  En ellos se tratan, entre otros temas, la relación entre ciencia y religión, la existencia de los milagros, dogmas como el de la Redención o el destino final del ser humano. Los textos se escribieron entre los años 1942 y 1963.